# Secretaria de Estado de Segurança Pública (Rio de Janeiro)
A Secretaria de Estado de Segurança Pública (SESP) é uma das secretarias do Governo do Estado do Rio de Janeiro, responsável por planejar e gerir as políticas de segurança pública do estado do Rio de Janeiro.
A visão da secretaria é de ser referência no planejamento e na gestão da política de segurança pública, contribuindo para a melhoria da qualidade de vida da população. Os princípios e valores da SESP são: a preservação da vida e da dignidade humana; o foco no cidadão; a valorização do profissional de segurança; a profissionalização e a transparência da gestão; a atuação qualificada e integrada das polícias; a redução contínua da violência e da criminalidade; e o compromisso com a ética, a legalidade e a moralidade.
Os seguintes órgãos policiais têm ação coordenada pela SESP: a Secretaria de Estado de Polícia Militar (SEPM), que tem por função primordial o policiamento ostensivo, a preservação da ordem pública e a apuração de infrações penais militares, e a Secretaria de Estado de Polícia Civil (SEPOL), que tem por finalidade o exercício das funções de polícia judiciária e a apuração de infrações penais comuns. A secretaria foi a responsável, em 2008, por implementar o programa Unidade de Polícia Pacificadora (UPP), que pretendia instituir polícias comunitárias em favelas da cidade do Rio de Janeiro, como forma de desarticular quadrilhas que controlavam estes territórios.

## Subsecretarias
A atual Secretaria de Estado de Segurança Pública engloba uma estrutura mais enxuta que a antiga SESeg, estabelecida por meio do Decreto nº 49.001, de 11 de março de 2024, compreendida por:
- Chefia de Gabinete: é responsável por assessorar o Secretário de Segurança Pública em assuntos afetos à Pasta, bem como realizar sua segurança pessoal, assessoria jurídica, de comunicação social, de planejamento e gestão, controladoria e ouvidoria.

- Corregedoria-Geral Unificada: é responsável por assessorar o Secretário de Segurança Pública nos assuntos pertinentes às questões correcionais e infrações administrativas disciplinares cometidas por servidores policiais civis e policiais militares, recomendar junto aos órgãos correcionais da SEPOL e SEPM que promovam diligências investigativas em assuntos internos, para os fins de determinar os seus agentes e a sua responsabilidade; conhecer das representações e denúncias formuladas contra policiais civis ou policiais militares e propor a aplicação de penalidades, exercer a fiscalização sobre procedimentos ou processos administrativos de natureza disciplinar, investigativa ou punitiva, na SEPOL e SEPM.[3]

- Subsecretaria de Operações Integradas: antiga Subsecretaria de Assuntos Estratégicos, é responsável pela atuação do Governo do Estado do Rio de Janeiro na área operacional de combate ao crime. Para isso, planeja ações, supervisiona, avalia e coordena o emprego da Polícia Civil e da Polícia Militar. Foi responsável pelo planejamento e pela implementação da Unidade de Polícia Pacificadora (UPP), das Regiões Integradas de Segurança Pública (RISP) e do Sistema de Metas e Acompanhamento de Resultados (SIM).[4]

- Subsecretaria de Inteligência Integrada: é responsável pelo exercício permanente e sistemático de ações especializadas para a identificação, o acompanhamento e a avaliação de ameaças reais ou potenciais na esfera de segurança pública. Tais ações são orientadas, basicamente, para a produção e a salvaguarda de conhecimentos necessários à decisão, ao planejamento e à execução de uma política de segurança capaz de neutralizar, coibir e reprimir atos criminosos de qualquer natureza, bem como coordenação da área de inteligência da SEPM, SEPOL e SEAP.[5] A antiga Subsecretaria de Inteligência (SSINTE), fora transferida para a Secretaria de Estado de Polícia Civil, com o Decreto nº 46.599, de 20 de março de 2019.

- Subsecretaria Executiva e Gestão Integrada: cuida do orçamento de finanças, logística, recursos humanos, licitações e contratos da Secretaria de Segurança e das forças policiais. Exerce as funções das antigas Subsecretarias de Gestão Administrativa e Foi transferida para a Secretaria de Estado de Polícia Militar, com o Decreto nº 46.600, de 20 de março de 2019..[6]

- Instituto de Segurança Pública (ISP): é uma autarquia criada pela Lei nº 3.329, de 28 de dezembro de 1999, que possui a missão de produzir informações e de disseminar pesquisas e análises com vistas a influenciar e subsidiar a implementação de políticas públicas de segurança no estado do Rio de Janeiro e a assegurar a participação social na construção dessas políticas. Já a visão do instituto é consolidar-se como órgão de referência na produção de conhecimento e promoção da participação social na segurança pública.[7] O ISP também é responsável pela Coordenadoria dos Conselhos Comunitários de Segurança (CCS). Os Conselhos Comunitários de Segurança são canais de comunicação entre a sociedade civil, a Polícia Civil e a Polícia Militar que atuam como colaboradores voluntários, não remunerados e compromissados com a redução da violência e da criminalidade e com a paz social. Compete ao Instituto de Segurança Pública a implementação e o acompanhamento das atividades dos Conselhos Comunitários de Segurança, a promoção de capacitação aos novos integrantes de CCS e o fomento de maior integração entre os CCS e as polícias Civil e Militar.[8]

Quando da existência da SESeg, ainda faziam parte da estrutura da área de segurança pública fluminense os seguintes órgãos:
- Subsecretaria de Comando e Controle: responsável pelo desenvolvimento de projetos integrados com as diversas esferas sociais e governamentais, além da gestão do Centro Integrado de Comando e Controle (CICC), órgão que centraliza as ações das instituições de segurança, defesa civil em caso de emergência no território fluminense, além da central 190 da PMERJ. Suas atividades foram transferidas para a Secretaria de Estado de Polícia Militar, com o Decreto nº 46.600, de 20 de março de 2019.[9]

- Subsecretaria de Educação, Valorização e Prevenção: possui a função de fomentar e articular projetos integradores para as áreas de educação policial, valorização profissional e prevenção da violência e da criminalidade por meio de ações de formação inicial e continuada, da promoção da qualidade de vida do policial e da criação de ambientes sociais seguros. Suas atribuições foram distribuídas pelos órgãos de ensino e instrução da PMERJ e da PCERJ.[10] Suas funções foram distribuídas pelas Secretarias de Estado de Polícia Militar e de Polícia Civil, com o Decreto nº 46.599 e 46.600, ambos de 20 de março de 2019.

## Extinção e recriação
Em 01 de janeiro de 2019, o Governador Wilson Witzel extinguiu a secretaria, através de um decreto, as atividades serão absorvidas pelas secretarias da polícia civil e militar. Com a extinção da Seseg, foram transferidas para a secretaria de Polícia Civil a Delegacia de Repressão às Ações Criminosas Organizadas (Draco) e a Subsecretaria de Inteligência (Ssinte). A transição será coordenada pela Secretaria de Estado da Casa Civil e Governança. A Corregedoria Geral Unificada (CGU) também foi extinta.
Em 27 de novembro de 2023, o Governador Cláudio Castro recriou o órgão. A Associação dos Delegados do Brasil (Adepol) foi contra a recriação da secretaria e levou uma ação de inconstitucionalidade ao Supremo Tribunal Federal (STF).
A secretaria foi recriada em meio a uma crise de segurança pública e após o decreto de Garantia da Lei e da Ordem (GLO) em portos e aeroportos autorizada pelo presidente Luiz Inácio Lula da Silva e que deve durar até maio de 2024.

## Lista de secretários

### Estado da Guanabara (1960–1975)
| Nº | Nome                              | Início do mandato      | Fim do mandato      | Governador             |
| 1  | General Sizeno Sarmento           | 06 de dezembro de 1960 |                     | Carlos Lacerda         |
| 2  | Coronel Aviador Gustavo Borges    | 03 de janeiro de 1963  |                     | Carlos Lacerda         |
| 3  | General Luiz França de Oliveira   | 16 de abril de 1968    | 05 de março de 1971 | Negrão de Lima         |
| 4  | General Antonio Faustino da Costa | 05 de março de 1971    | 14 de março de 1975 | Antônio Chagas Freitas |

### Estado do Rio de Janeiro (1889–1975)
| Nº | Nome                    | Início do mandato | Fim do mandato | Governador       |
| —  | Cordolino José Ambrósio | 1959              | 1961           | Roberto Silveira |

### Estado do Rio de Janeiro (desde 1975)
| Nº | Nome                            | Início do mandato       | Fim do mandato          | Governador(a)                   |
| -- | ------------------------------- | ----------------------- | ----------------------- | ------------------------------- |
| 1  | Oswaldo Ignácio Domingues       | 15 de março de 1975     | 10 de março de 1977     | Floriano Peixoto Faria Lima     |
| 2  | Rubens Mário Brum Negreiros     | 10 de março de 1977     | 6 de março de 1979      | Floriano Peixoto Faria Lima     |
| 3  | Edmundo Adolpho Murgel          | 15 de março de 1979     | 10 de fevereiro de 1981 | Chagas Freitas                  |
| 4  | Waldyr Alves Costa Muniz        | 10 de fevereiro de 1981 | 28 de fevereiro de 1983 | Chagas Freitas                  |
| —  | Secretaria de Segurança extinta | 28 de fevereiro de 1983 | 31 de dezembro de 1994  | Leonel Brizola e Moreira Franco |
| 5  | Euclimar Lima da Silva          | 1 de janeiro de 1995    | 18 de maio de 1995      | Marcello Alencar                |
| 6  | Nilton Cerqueira                | 18 de maio de 1995      | 3 de abril de 1998      | Marcello Alencar                |
| 7  | Noaldo Alves Silva              | 3 de abril de 1998      | 31 de dezembro de 1998  | Marcello Alencar                |
| 8  | José Siqueira Silva             | 1 de janeiro de 1999    | 7 de abril de 1999      | Anthony Garotinho               |
| 9  | Josias Quintal                  | 7 de abril de 1999      | 6 de abril de 2002      | Anthony Garotinho               |
| 10 | Roberto Aguiar                  | 6 de abril de 2002      | 31 de dezembro de 2002  | Benedita da Silva               |
| 11 | Josias Quintal                  | 1 de janeiro de 2003    | 28 de abril de 2003     | Rosinha Garotinho               |
| 12 | Anthony Garotinho               | 28 de abril de 2003     | 27 de setembro de 2004  | Rosinha Garotinho               |
| 13 | Marcelo Itagiba                 | 3 de dezembro de 2004   | 30 de março de 2006     | Rosinha Garotinho               |
| 14 | Roberto Precioso Júnior         | 31 de março de 2006     | 31 de dezembro de 2006  | Rosinha Garotinho               |
| 15 | José Beltrame                   | 1 de janeiro de 2007    | 31 de dezembro de 2014  | Sérgio Cabral Filho             |
| 15 | José Beltrame                   | 1 de janeiro de 2015    | 17 de outubro de 2016   | Luiz Fernando Pezão             |
| 16 | Antônio Roberto Cesário de Sá   | 17 de outubro de 2016   | 19 de fevereiro de 2018 | Luiz Fernando Pezão             |
| 17 | Richard Fernandez Nunes         | 27 de fevereiro de 2018 | 1 de janeiro de 2019    | Interventor General Braga Netto |
| —  | Secretaria de Segurança extinta | 1 de janeiro de 2019    | 27 de novembro de 2023  | Wilson Witzel e Cláudio Castro  |
| 18 | Victor César dos Santos         | novembro de 2023        | —                       | Cláudio Castro                  |

## Intervenção federal no Rio de Janeiro em 2018

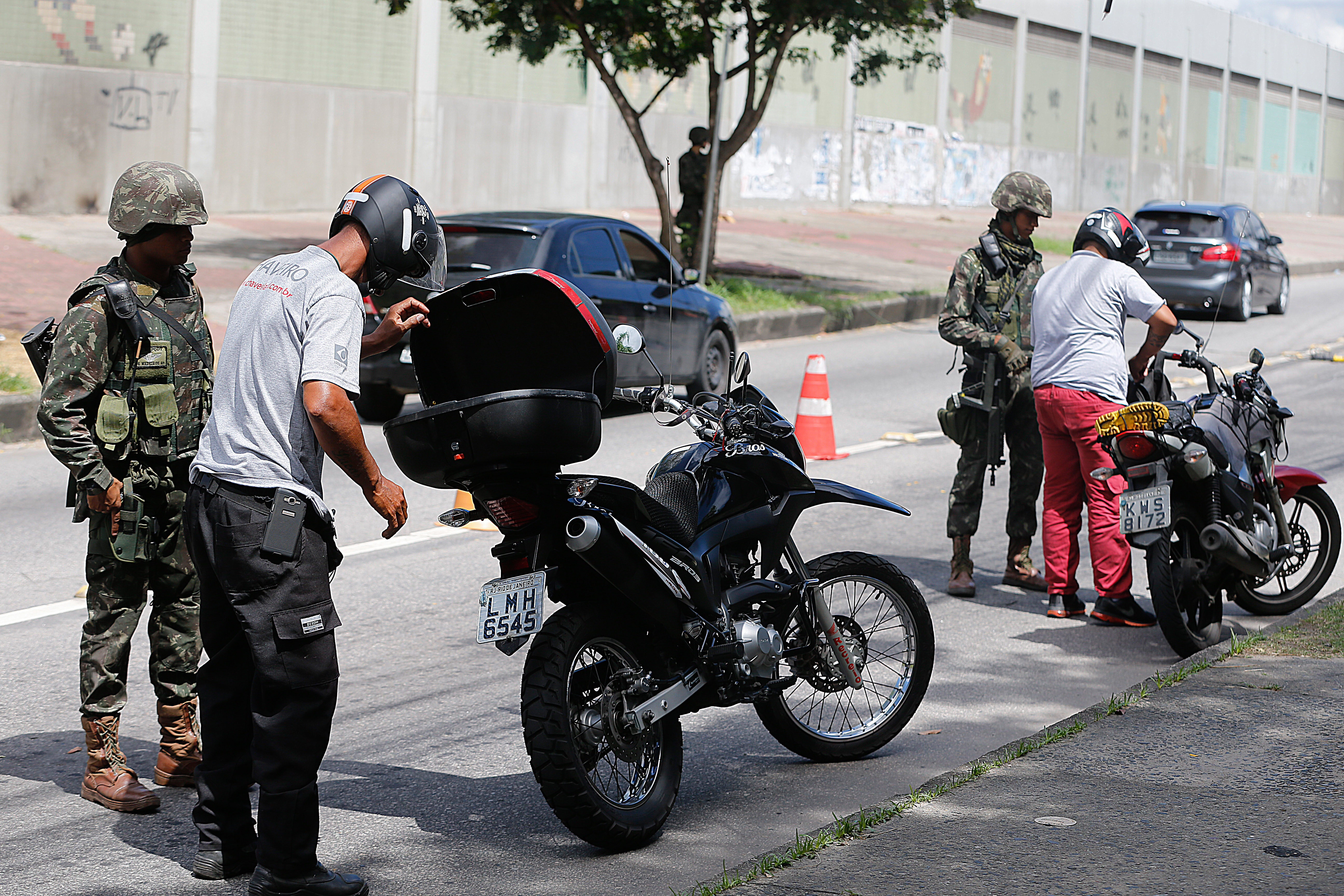
Ação de combate à criminalidade no âmbito da intervenção federal.

No dia 16 de fevereiro de 2018, o presidente Michel Temer, o governador fluminense Luiz Fernando Pezão e o presidente da Câmara dos Deputados Rodrigo Maia assinaram um decreto que determinava intervenção federal do Governo Federal limitada à área de segurança pública do estado do Rio de Janeiro com o objetivo de amenizar a situação caótica do setor na época. A opção pela intervenção foi escolhida após a ocorrência de arrastões e saques durante o carnaval de 2018 e a declaração do governador de que havia perdido o controle da situação. O escolhido para ser o comandante da intervenção federal foi o General Walter Souza Braga Netto, comandante do Comando Militar do Leste, que recebeu do presidente plenos poderes para atuar em todo o setor de segurança pública do Rio de Janeiro. A intervenção está prevista para ser encerrada no dia 31 de dezembro de 2018.
O então titular da Secretaria de Estado de Segurança, Roberto Sá, pediu afastamento do cargo e solicitou exoneração. O escolhido para assumir a secretaria foi o General Richard Fernandez Nunes.